# Der Keller. Eine Entziehung
Der Keller. Eine Entziehung ist ein autobiographischer Bericht des österreichischen Autors Thomas Bernhard. Das 1976 veröffentlichte Werk ist der zweite Teil einer fünfteiligen Autobiographie Bernhards und eine unmittelbare Weiterführung der Jugenderinnerungen aus dem ersten Teil Die Ursache. Eine Andeutung.

## Die Werke der Autobiographie Bernhards
In fünf autobiografischen Berichten erzählt Thomas Bernhard, wie er der Schriftsteller wurde, der er war. Wichtige Stationen sind die frühe Kindheit, die Internatszeit in Salzburg, die Lehre, das Studium und die Isolation des Achtzehnjährigen in einer Lungenheilstätte.
- Die Ursache. Eine Andeutung
- Der Keller. Eine Entziehung
- Der Atem. Eine Entscheidung
- Die Kälte. Eine Isolation
- Ein Kind

## Inhalt
Der Bericht setzt an dem Morgen ein, als der sechzehnjährige Gymnasiast auf dem Schulweg spontan beschließt, sich seinem bisherigen, verhassten, weil sinnlos erscheinenden Leben zu entziehen, indem er „die entgegengesetzte Richtung“ einschlägt und sich im Keller, einem Kolonialwarenladen, eine Lehrstelle verschafft – sowie das befreiende und zugleich haltgebende Gefühl, „eine nützliche Existenz“ zu führen, am Leben beteiligt zu sein. Im Keller, am Rande der Salzburger Scherzhauserfeldsiedlung, dem heruntergekommenen, tristen Wohnghetto der Besitzlosen, der Abgeschriebenen, der Asozialen und Kriminellen, lernt Bernhard all die von der Gesellschaft Ausgestoßenen kennen, verstehen und ergreift Partei für diese verlorenen, verstörten Existenzen.

## Personen
Die beiden wichtigen Personen in dem Bericht sind – neben Bernhard selbst – der Ladenbesitzer Karl Podlaha und Bernhards Großvater Johannes Freumbichler.
- Karl Podlaha: Er ist der Besitzer des Kolonialwarenladens und Bernhards Vorgesetzter und Ausbilder. Bernhard beschreibt ihn mit den Worten: „Karl Podlaha, der ein zerstörter Mensch und ein empfindsamer Wiener Charakter gewesen war und der Musiker hatte werden wollen und dann immer ein kleiner Krämer geblieben ist.“[2] Durch ihn fühlt sich Bernhard inspiriert noch einmal Musikunterricht zu nehmen (und zwar in Gesang und später Musiktheorie und Musikästhetik). Da er schnell lernt, beschließt er ein Musikstudium zu beginnen.
- Johannes Freumbichler: Freumbichler ist Bernhards Großvater. Er ist der einzige aus Bernhards Familie, der Verständnis für Bernhards Entschluss, die Schule abzubrechen und eine Lehre zu beginnen, zeigt. Der Großvater ist ebenfalls Schriftsteller und versucht den jungen Bernhard zu künstlerischem Schaffen zu bewegen. Er möchte, dass sein Enkel mit seiner Kunst Erfolg hat. Ihm selbst gelang das nie.

## Sprache und Stil
In diesem Werk finden sich einige stilistische Elemente, die schon aus früheren Werken Bernhards bekannt sind.
- Wiederholungen: Ein Beispiel hierfür findet sich in der Arbeitsamtszene. Hier betont Bernhard unzählige Male, dass er in die „entgegengesetzte Richtung“ möchte („Ich wusste, warum ich die Beamtin im Arbeitsamt Dutzende von Karteikarten aus dem Karteikasten herausnehmen hatte lassen, ich wollte in die entgegengesetzte Richtung, diesen Begriff in die entgegengesetzte Richtung hatte ich mir auf dem Weg ins Arbeitsamt immer wieder vorgesagt, immer wieder in die entgegengesetzte Richtung…“[4]). Bernhard benutzt dieses Stilmittel, um die Wichtigkeit seines Entschlusses zu betonen. Im Werk befinden sich noch zahlreiche weitere solcher auffälliger Wiederholungen.
- Komplexer Satzbau: Bernhard schreibt zum Großteil in sehr langen Sätzen. Innerhalb eines Satzes werden Gedanken häufig korrigiert und erweitert.
- Varianten: Oft beschreibt Bernhard dasselbe Motiv mehrmals, allerdings immer leicht variiert. Das verstärkt die Aussage dieser Gedanken.

## Rezeption
In seiner Dissertation Die Verführung. Thomas Bernhards Prosa kritisiert Andreas Maier, Bernhard intendiere in Der Keller. Eine Entziehung „pathetische Effekte, (…) die bei genauer Betrachtung nicht gut zusammenstimmen können“. Bernhard spreche von sich selbst in Superlativen und rede „ausschließlich undifferenzierend und positiv über sich“. Der „fünfzehnjährige Knabe“ Bernhard werde im Roman „motivisch in die Nähe christlicher Heiliger im Mittelalter gerückt“, wobei Maier die Möglichkeit einer ironischen Auffassung dieser Beobachtung zurückweist.